# Wspólnota administracyjna Dormitz
Wspólnota administracyjna Dormitz – wspólnota administracyjna (niem. Verwaltungsgemeinschaft) w Niemczech, w kraju związkowym Bawaria, w rejencji Górna Frankonia, w regionie Oberfranken-West, w powiecie Forchheim. Siedziba wspólnoty znajduje się w miejscowości Dormitz. Przewodniczącym jej jest Gerhard Schmitt.
Wspólnota administracyjna zrzesza trzy gminy wiejskie (Gemeinde):
- Dormitz, 2 018 mieszkańców, 4,58 km²
- Hetzles, 1 308 mieszkańców, 11,74 km²
- Kleinsendelbach, 1 519 mieszkańców, 7,50 km²